# 가거라 슬픔이여
"가거라 슬픔이여"는 한국에서 제작된 조긍하 감독의 1957년 영화이다. 최은희 등이 주연으로 출연하였고 조청구 등이 제작에 참여하였다.

## 출연

### 주연
- 최은희
- 김웅

### 조연
- 김영옥
- 박광수
- 최인식
- 고설봉

## 기타
- 조명: 김영달
- 녹음: 이경순
- 미술: 김세라